# Harry W. Kessler
Harry W. Kessler (* 15. August 1927 in Toledo, Ohio; † 2. Januar 2007 in Perrysburg, Ohio) war ein US-amerikanischer Politiker der Demokratischen Partei.

## Biografie
Kessler begann seine politische Laufbahn, als er 1961 als Kandidat der Demokratischen Partei erstmals erfolglos für einen Sitz im Stadtrat seiner Heimatstadt Toledo kandidierte. Seine Kandidatur für einen Sitz im Repräsentantenhaus von Ohio war 1962 ebenso erfolglos wie eine erneute Kandidatur für den Stadtrat von Toledo 1963. 1965 wurde er schließlich erstmals zum Mitglied des Stadtrates gewählt und auch in der folgenden Wahl 1967 bestätigt. 1969 erfolgte seine Wahl zum Vizebürgermeister seiner Geburtsstadt.
Nachdem sowohl der bisherige Bürgermeister William J. Ensign als auch der Städtische Verwaltungsdirektor (City Manager) William Gross wegen der stagnierenden Wirtschaft und der auf schwachen Füßen stehenden Finanzen zurückgetreten waren, setzte er sich mit einer knappen Mehrheit von 13:11 Stimmen im Exekutivkomitee der Demokratischen Partei gegen seine parteiinterne Gegenkandidatin Carol Pietrykowski und damit als Kandidat seiner Partei für die Bürgermeisterwahlen durch. Im darauffolgenden ersten Wahlgang unterlag er als klarer Außenseiter dem Kandidaten der Republikanischen Partei, Howard Cook, mit rund 7.000 Wählerstimmen. Im notwendigen zweiten Wahlgang gewann er jedoch gegen Cook und wurde somit am 27. Januar 1971 schließlich unter diesen außergewöhnlichen Umständen erstmals Bürgermeister (Mayor) von Toledo für eine zweijährige Amtszeit. Sowohl 1973 als auch 1975 wurde er als Mayor wiedergewählt und leitete in seiner Amtszeit die Entwicklung der Umgestaltung der Innenstadt ein. Parteipolitisch trat er in Erscheinung, als er sich für Bill Boyle, den damaligen Vorsitzenden der Demokratischen Partei in Lucas County einsetzte, gegen den Vorwürfe der Vetternwirtschaft erhoben worden. 1977 kandidierte er nicht erneut für das Amt des Bürgermeisters und gab als Grund dafür Arbeitsüberlastung an, nachdem ihm bei vorherigen Wahlkampf 1975 zu enge Verbindungen zum Herausgeber des "Toledo Blade", Paul Block Jr., nachgesagt wurden. Nachfolger als Bürgermeister wurde Douglas DeGood.
Im November 1977 kandidierte er jedoch bereits erfolgreich als Urkundsbeamter (Clerk) des Munizipalgerichts und behielt dieses Amt bis 1992. Zuletzt war er zwischen 1979 und 1998 Vorstandsmitglied der Öffentlichen Bücherei von Toledo und Lucas County sowie 1992 und 1995 noch Vorstandsmitglied der Schulbehörde (Board of Education) von Toledo.